# Wirtschaftsverband Industrieller Unternehmen Baden

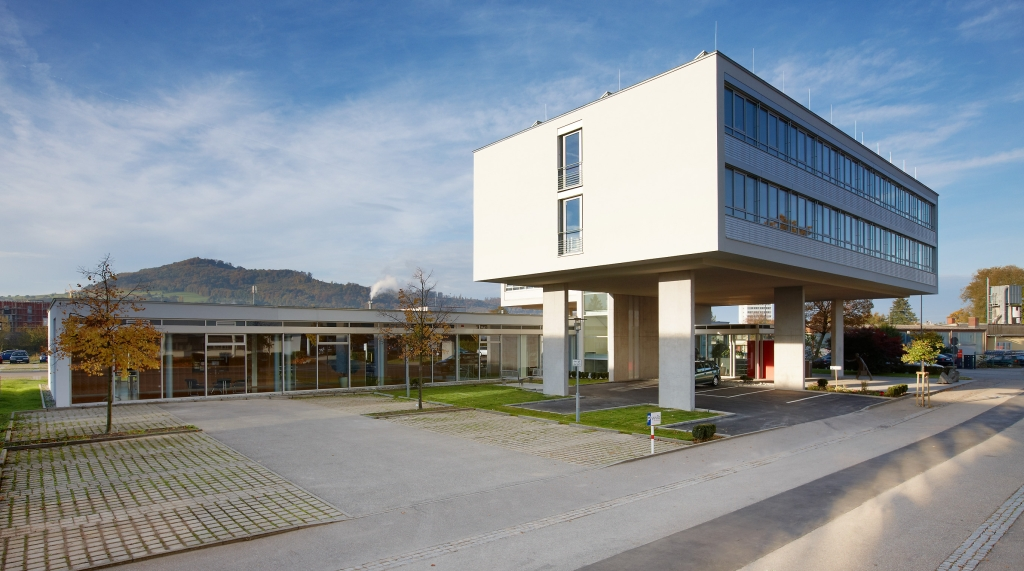
Das wvib-Haus, Freiburg im Breisgau

Der Wirtschaftsverband Industrieller Unternehmen Baden e. V. (wvib, auch wvib Schwarzwald AG) ist ein Wirtschaftsverband für den industriellen Mittelstand, Sprachrohr und Dienstleister für mittelständische Unternehmen in Familienbesitz. Im wvib – gegründet 1946 von Unternehmern für Unternehmer – erwirtschaften 1.040 produzierende Unternehmen mit 384.000 Beschäftigten weltweit 75 Milliarden Euro Umsatz. Der Verband hat über 60 hauptamtliche Mitarbeiter.
Der Sitz ist seit 1999 das wvib-Haus in der Merzhauser Straße in Freiburg im Breisgau.

## Geschichte und Mitglieder
Die Ursprünge des Verbandes liegen in den 1946 in der französischen Besatzungszone geschaffenen industriellen Fachvereinigungen. 44 Mitglieder aus vier dieser Fachvereinigungen (Maschinenbau und Gießereien, Drahtzieherei und Kaltwalzwerke, Metallverarbeitung, Metallgießereien) gründeten 1946 die übergreifende „Fachvereinigung der Metallindustrie“ mit Sitz im Freiburger Stadtteil St. Georgen. Damit reagierten die Gründungsmitglieder auf die wirtschaftspolitischen Rahmenbedingungen, insbesondere auf die Demontagen, die wirtschaftliche Dezentralisierung sowie den Mangel an Rohstoffen und anderen Produktionsressourcen. So fungierte der Verband anfangs vornehmlich als Metalltauschbörse.
1948 benannten die Mitglieder den Zusammenschluss in „Wirtschaftsverband Eisen- und Metallindustrie Baden e. V.“ um, ab 1966 bürgerte sich die Abkürzung wvib ein, 1969 erhielt der Verband seinen bis heute gültigen Namen. Konzeptionell prägend für den wvib war die lange Amtszeit der Freiburger Volkswirtin Magda Scheffelt, die von 1957 bis 1985 als Hauptgeschäftsführerin eine der wenigen Frauen in der bundesdeutschen Verbandslandschaft der Nachkriegszeit war. Sie richtete den Verband organisatorisch neu aus, führte Kriterien der Messbarkeit ein und orientierte sich dabei an den konkreten Bedürfnissen der mittelständischen Unternehmer. 1980 erhielt sie für ihre Verdienste das Bundesverdienstkreuz.
Der Verband bezeichnet die Gesamtheit der mittelständischen Unternehmen in der Verbandsregion als die „Schwarzwald AG“. 2014 wurde die Abrechnungsgesellschaft (GmbH) des eingetragenen Vereins wvib in eine sogenannte kleine Aktiengesellschaft, die „wvib Schwarzwald AG“, umgewandelt.
2024 wurde die wvib Schwarzwald AG im Rahmen des Deutschen Verbändekongresses in Wuppertal als Verband des Jahres 2024 in der Kategorie Mitgliederorientierung geehrt. Mit dem Titel „Verband des Jahres“ zeichnet die Deutsche Gesellschaft für Verbandsmanagement (DGVM) seit 1997 Verbände aus, deren erfolgreiche Arbeit auf einem zukunftsfähigen Konzept, hoher Veränderungsbereitschaft und herausragender Führungsqualität beruhen. Die wvib Schwarzwald AG erhielt den Preis nach 2018 bereits zum zweiten Mal.

## Dienstleistungen
Kernstück des Dienstleistungsangebots des wvib ist seit 1965 der organisierte Erfahrungsaustausch auf der Ebene der Firmenchefs, Inhaber und Geschäftsführer. Dieses Format des Erfahrungsaustauschs wurde sukzessive erweitert auf rund fünfzig unterschiedliche betriebliche Fach- und Führungsgruppen.
Der Verband führt Seminare und Lehrgänge im Rahmen der wvib-Akademie durch und bietet darüber hinaus beispielsweise die Vermittlung von Führungspersonal, jährliche, regional- und branchenmäßig differenzierte Konjunkturumfragen sowie einen regional bzw. nach Berufsgruppen angepassten Lohn- und Gehaltsvergleich.
Im Zweijahresturnus organisiert der Verband in Freiburg seit 1983 die dreitägige Industriemesse i+e mit zuletzt 364 Ausstellern und knapp 10.000 Besuchern. 2018 wurde die Messe in Industriemesse ie umbenannt.

## Positionen
Dazu zählten unter anderem die positive Einschätzung des transatlantischen Freihandelsabkommens TTIP und die Verabschiedung einer Resolution zur Flüchtlingsfrage durch die Mitgliedsunternehmen auf der Jahreshauptversammlung 2015.
Zur Reform der Erbschaftsteuer in Deutschland vertrat Verbandspräsident Klaus Endress die Position betroffener Familienunternehmen. Im Februar 2016 wurde zusammen mit der IG Metall Freiburg, der IHK Südlicher Oberrhein und der IHK Schwarzwald-Baar-Heuberg ein Thesenpapier für bessere Bildung vorgestellt. Klaus Endress formulierte im Rahmen der Jahreshauptversammlung des wvib im November 2016 einen Appell für die Europäische Idee und den freien Handel, den er mit scharfer Kritik an Populisten wie Donald Trump, der AfD und dem französischen Front National verband.
Im März 2017 initiierten Gremien und Mitglieder des Verbands eine Initiative unter dem Namen Einigkeit.Recht.Freiheit., mit der sie „in diesem Jahr entscheidender politischer Weichenstellungen“ (Klaus Endress) zahlreiche Unterstützer für Demokratie, Rechtsstaat, soziale Marktwirtschaft und Europa gewinnen konnten.
2024 wurde die Kampagne Einigkeit.Recht.Freiheit. neu aufgelegt.

## Organisation
Präsident im Ehrenamt ist Bert Sutter, Geschäftsführer der Sutter Medizintechnik GmbH, Emmendingen. Ein Präsidium aus drei Unternehmern und dem Hauptgeschäftsführer Christoph Münzer leitet den wvib.
Der Vorstand, bestehend aus derzeit sechzehn Unternehmerinnen und Unternehmern, bestimmt die langfristige Ausrichtung des Verbandes. Er berät den Präsidenten und bestellt den Hauptgeschäftsführer. Die Mitglieder des Vorstands werden durch die Mitgliederversammlung auf drei Jahre gewählt.
Ein knapp fünfzigköpfiger, ebenfalls durch die Mitgliederversammlung auf drei Jahre gewählter Beirat, berät den Vorstand.